# Cleora lauensis
Cleora lauensis är en fjärilsart som beskrevs av Robinson 1975. Cleora lauensis ingår i släktet Cleora och familjen mätare. Inga underarter finns listade i Catalogue of Life.